# Vervaet Track Trike
Vervaet Track Trike (англ. Track Trike — буквально «гусеничный трицикл») — вездеходный полугусеничный самосвал-трицикл большой грузоподъёмности, предназначенный для перевозки сыпучих грузов на грунтах и почвах с низкой несущей способностью при любых погодных условиях (в первую очередь при проведении строительных работ). Разработан и производится нидерландской компанией Frans Vervaet BV.

## История создания

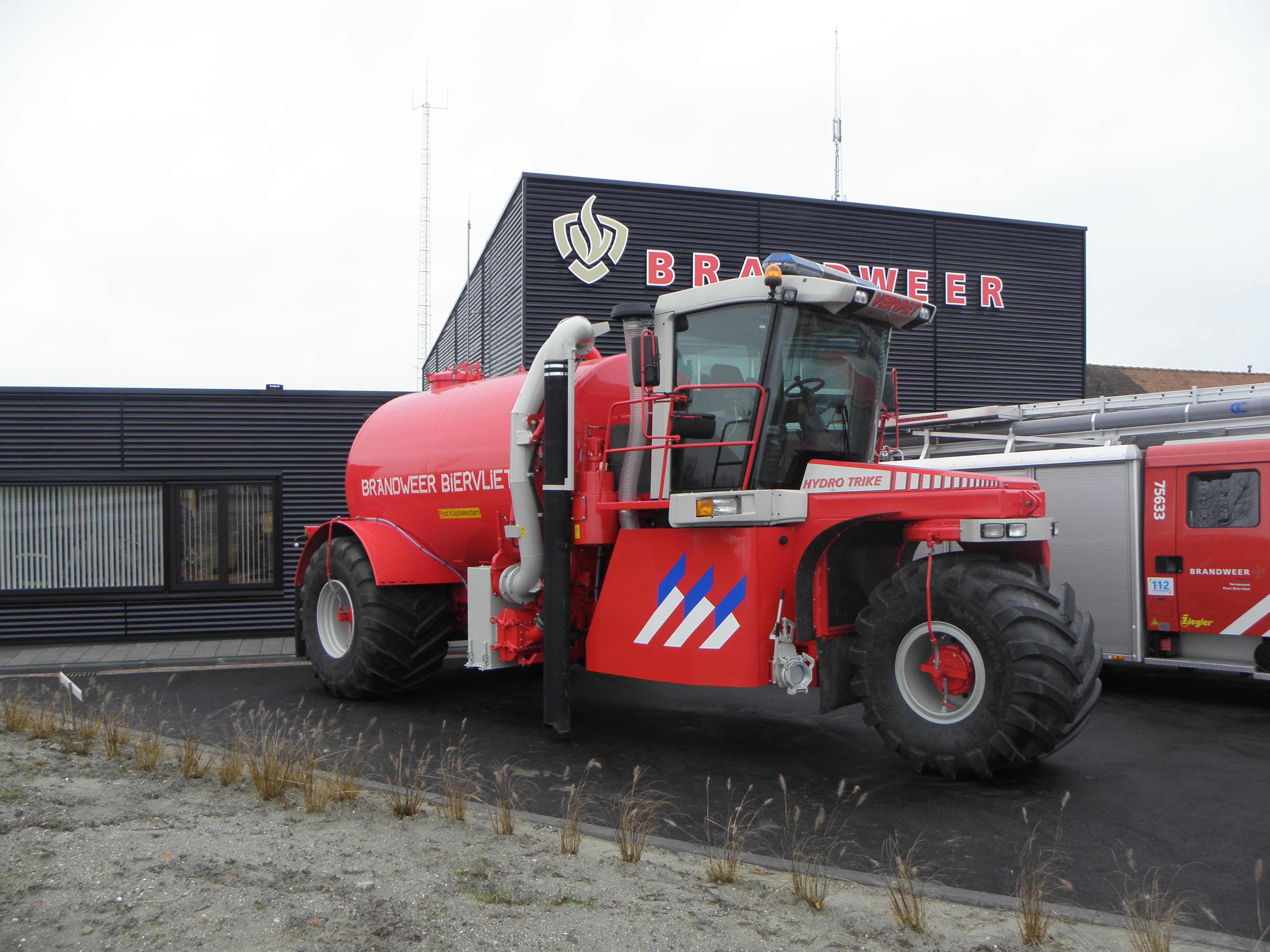
Навозоразбрасыватель Vervaet Hydro Trike (в варианте жижеразбрасывателя), послуживший основой при создании Track Trike. Представленный на фото экземпляр машины используется в качестве пожарной автоцистерны высокой проходимости в Бирвлите

Компания Frans Vervaet BV, расположенная в городе Бирвлит и специализирующаяся на производстве свеклоуборочных комбайнов и трёхколёсных самоходных шасси высокой проходимости (предназначенных в первую очередь для использования в качестве навозоразбрасывателей), начала разработку вездеходного полугусеничного самосвала, использующего конструктивные решения, применяемые в сельскохозяйственной технике, и узлы и агрегаты её образцов, в 2004 году.
В начале 2006 года была построена первая партия из четырёх машин, названных Track Trike; в том же году компанией были приняты заказы на строительство в 2007 году ещё пяти самосвалов. В мае 2006 года одна из машин была продемонстрирована на выставке строительной техники TKD-2006 в Амстердаме. В настоящее время самосвалы Vervaet Track Trike состоят в мелкосерийном производстве, строясь по мере поступления заказов. Стоимость одной машины по состоянию на 2006 год составляла приблизительно 255 000 €.

## Описание конструкции
Track Trike создан на базе узлов и агрегатов трёхколёсных самоходных навозоразбрасывателей Hydro Trike и Hydro Trike US, производимых фирмой Vervaet, а также тракторов немецкой фирмы Claas. Машина имеет переднюю среднемоторную, заднеприводную бескапотную компоновку с расположением двигателя под кабиной.
Следует отметить, что в процессе производства в конструкцию машины были внесены некоторые изменения по сравнению с экземпляром, представленным на выставке TKD. В результате её длина и ширина, первоначально составлявшие 8500 и 2800 мм, были увеличены на 650 и 400 мм соответственно, а снаряжённая масса возросла с 11 100 до 12 000 кг; грузоподъёмность при этом была увеличена с 22 000 до 28 000 т.

### Кабина и грузовая платформа
Кабина машины — фирмы Claas, аналогичная применяемым в производимых ею тракторах. Кабина укомплектована тонированными стёклами большого размера, обеспечивающими круговой обзор, обогревателем и кондиционером, а также креслом оператора на воздушной подвеске, проигрывателем CD-дисков и радиоприёмником.
Самосвальная платформа оснащена гидроприводом, собранным из компонентов Claas и Caterpillar, и имеет вместимость от 14 до 15 м3 (с «шапкой») при размерах 5180×2270×960 мм. Время разгрузки платформы или её возврата в исходное положение составляет 15 с. Задняя откидная панель платформы также оснащена гидроприводом.
В настоящее время машины вместо стандартного кузова также оснащаются системой мультилифта, позволяющей использовать и быстро сменять модульные съёмные грузовые платформы, по параметрам не уступающие базовой.

### Двигатель и трансмиссия
Трансмиссия самосвала — гидростатическая. Одним из преимуществ данного решения является возможность совершать крайне быстрые манёвры, как вперёд, так и назад. Двигатель — дизельный рядный шестицилиндровый DAF XE объёмом 12,6 л и мощностью 380 л. с., работающий максимум при 1500 об/мин. Движение на пониженных оборотах повышает экономичность машины и уменьшает уровень шума (как следствие, повышая комфортность работы оператора).

### Ходовая часть
Ходовая часть машины — полугусеничная, с одним передним управляемым колесом большого диаметра и ведущим гусеничным движителем.
Управляемое колесо с шиной низкого давления фирмы Michelin установлено на оси, выдерживающей нагрузку 12 т, и может поворачиваться на 180°, благодаря чему достигается очень небольшой радиус поворота — 6 м (при собственной длине машины более 9 м).
Гусеничный движитель — Claas, состоящий из двух тележек, балансирно подвешенных на заднем мосту, каждая из которых включает в себя два небольших опорных катка, а также имеющие большой диаметр заднее ведущее колесо фрикционного зацепления и переднее направляющее колесо, выполняющие также опорную функцию. Гусеничная лента — резиновая. Длина гусеничной тележки равна 2100 мм, ширина — 900 мм, а высота — 1140 мм, каждый из её резиновых узлов выдерживает нагрузку, соответствующую 15 т. Площадь контакта гусеницы с грунтом составляет 18 900 см2.
Удельное давление на грунт — 0,38 кгс/см2 в разгруженном состоянии и 0,84 кгс/см2 c максимальной нагрузкой.
Конструкция ходовой части Track Trike позволяет эффективно эксплуатировать его в условиях, непригодных для работы колёсных самосвалов, включая специализированные полноприводные, не лишая при этом возможности для нормального передвижения по асфальтовому или бетонному покрытию; благодаря ей машина также отличается очень высокой маневренностью (при этом низкий центр тяжести положительно сказывается на устойчивости на поворотах). Преимущество ходовой части трёхколёсных сельскохозяйственных машин — прохождение колёсами каждой колеи лишь один раз, оставляющее на грунте ровный и неглубокий след и минимизирующее наносимый почве вред — сохранено в её полугусеничном варианте в полной мере.

## В массовой культуре

### В компьютерных играх
Существует фанатская модификация для компьютерной игры Farming Simulator 2011, добавляющая в неё Track Trike в качестве игровой машины.